# Erioptera (Teleneura) parallela
Erioptera (Teleneura) parallela is een tweevleugelige uit de familie steltmuggen (Limoniidae). De soort komt voor in het Oriëntaals gebied.